# Exhyalanthrax pseudoflammiger
Exhyalanthrax pseudoflammiger är en tvåvingeart som först beskrevs av Mario Bezzi 1924.  Exhyalanthrax pseudoflammiger ingår i släktet Exhyalanthrax och familjen svävflugor. Inga underarter finns listade i Catalogue of Life.